# Calociasma
Calociasma is een geslacht van vlinders uit de familie van de prachtvlinders (Riodinidae), onderfamilie Riodininae.
Calociasma werd in 1910 voor het eerst wetenschappelijk beschreven door Stichel.

## Soorten
Calociasma omvat de volgende soorten:
- Calociasma ictericum (Godman & Salvin, 1878)
- Calociasma laius (Godman & Salvin, 1886)
- Calociasma nycteus (Godman & Salvin, 1886)